# Карло Бручич
Карло Бручич (хорв. Karlo Bručić, нар. 17 квітня 1992, Загреб) — хорватський футболіст, захисник клубу «Локомотива».

## Клубна кар'єра
Народився 17 квітня 1992 року в місті Загреб. Вихованець футбольної школи клубу «Динамо» (Загреб), проте пробитись до першої команди не зумів, тому віддавався в оренду до клубу «Сесвете», а потім у команду «Локомотива», яка 2014 року викупила контракт. Всього встиг відіграти за загребських «локомотивів» 118 матчів в національному чемпіонаті.
В липні 2016 року перейшов до складу новачка ізраїльської Прем'єр-ліги клубу «Ашдод».

## Виступи за збірні
2007 року дебютував у складі юнацької збірної Хорватії, взяв участь у 26 іграх на юнацькому рівні.
З 2011 року залучався до складу молодіжної збірної Хорватії. На молодіжному рівні зіграв у 11 офіційних матчах, забив 1 гол.

## Титули і досягнення
- Чемпіон Литви (1):

«Судува»: 2019
- Володар Кубка Литви (1):

«Судува»: 2019
- Володар Кубка Словенії (1):

«Копер»: 2021-22